# The Beatniks
Pour plus de détails, voir Fiche technique et Distribution.
The Beatniks est un film de gangsters américain réalisé par Paul Frees et sorti en 1959.
Il a également été présenté dans l'émission Mystery Science Theater 3000, qui se moque des films.

## Synopsis
Eddy Crane est le chef d'un gang qui cambriole les petites entreprises pour obtenir de la petite monnaie. À un moment donné, son gang accoste la voiture en panne d'un dirigeant d'une entreprise de musique, Harry Bayliss. Bayliss souhaite ensuite appeler une dépanneuse et se rend au restaurant où la bande d'Eddy fait la fête. Bayliss entend Eddy chanter dans le juke-box et lui propose d'auditionner pour son émission de variétés. Eddy accepte, réussit son audition et obtient une place à la télévision. Eddy chante une chanson de deux minutes qui remporte apparemment un succès stupéfiant. Bayliss qualifie Eddy de « sensation du jour au lendemain » et lui prédit une ascension fulgurante vers la célébrité, avec un disque à succès, « une place d'invité dans toutes les émissions de premier plan » et, finalement, le « Eddy Crane Show ». En plus de son nouveau succès, Eddy commence immédiatement à faire du plat à la secrétaire de Bayliss, Helen Tracy, de préférence à sa petite amie de longue date, Iris.
Le spectre de la célébrité d'Eddy suscite des dissensions au sein de sa bande, qui souhaite soit l'accompagner sans conteste dans son ascension, soit le retenir dans ses rangs. Iris est également jalouse d'Helen, avec qui Eddy entretient une liaison. Helen finit par avouer son amour pour Eddy. Mais l'un des membres du gang d'Eddy, Moon, tue un gros barman, menaçant d'entraîner Eddy dans sa chute par association. Moon fuit la police, mais est retrouvé par Eddy, qui le livre pour qu'il soit arrêté. Il se sépare ainsi définitivement du reste de son gang et d'Iris, mais il anéantit aussi ses perspectives de carrière de chanteur avec sa propre arrestation.

## Fiche technique
- Titre original : The Beatniks[1]
- Réalisation : Paul Frees
- Scénario : Paul Frees, Arthur Julian (en)
- Photographie : Murray De Atley
- Montage : Harold White
- Décors : Erwin M. Brown
- Production : Paul Frees, Edward Heite
- Studio de production : Glenville Productions
- Pays de production :  États-Unis
- Langue originale : anglais américain
- Format : Noir et blanc - 1,85:1 - Son mono - 35 mm
- Genre : film de gangsters
- Durée : 77 minutes
- Dates de sortie :
  - États-Unis : 5 juin 1959

## Distribution
- Tony Travis : Eddy Crane
- Karen Kadler : Iris
- Peter Breck : Bob 'Moon' Mooney
- Joyce Terry : Helen Tracy
- Bob Wells : Chuck
- Sam Edwards : Red
- Charles Delaney : Harry Bayliss
- Stanley Farrar : M. Ray Morrissey
- Claude Stroud : le gérant de l'hôtel
- Martha Wentworth as Nadine, la mère d'Iris
- Bob Pacquin : le détective de l'hôtel
- Frank Worth : Gus, le barman